# La Capelle-Bonance
La Capelle-Bonance é uma comuna francesa na região administrativa de Occitânia, no departamento de Aveyron. Estende-se por uma área de 14,12 km². Em 2010 a comuna tinha 83 habitantes (densidade: 5,9 hab./km²).